# Tallsotblomfluga
Tallsotblomfluga (Psilota atra) är en tvåvingeart som först beskrevs av Fallen 1817.  Tallsotblomfluga ingår i släktet sotblomflugor, och familjen blomflugor.
Artens utbredningsområde är Sverige. Enligt den svenska rödlistan är arten sårbar i Sverige. Arten förekommer i Götaland och Svealand. Artens livsmiljö är skogslandskap, jordbrukslandskap, stadsmiljö. Inga underarter finns listade i Catalogue of Life.

## Bildgalleri

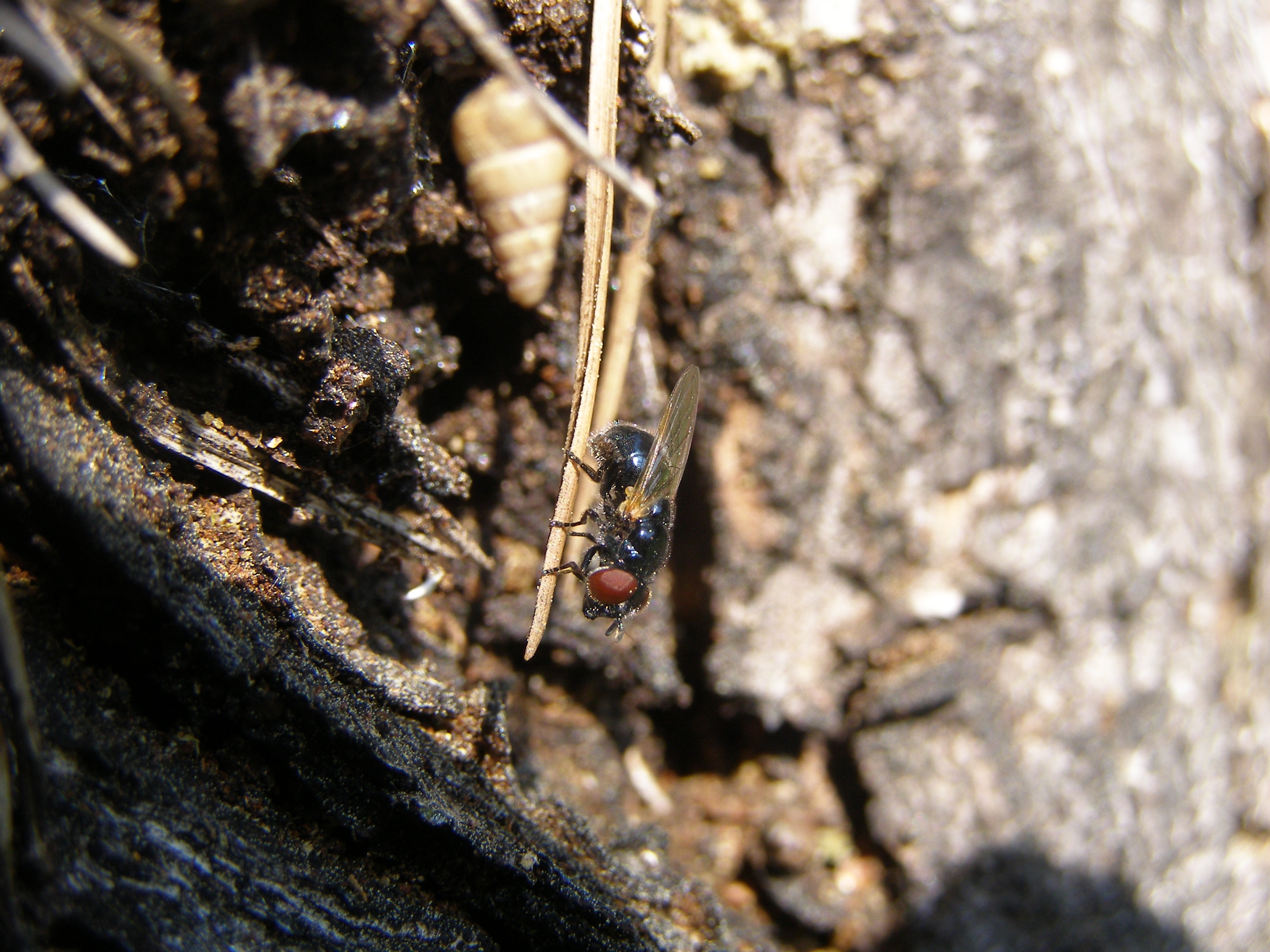